# Animal en serviette

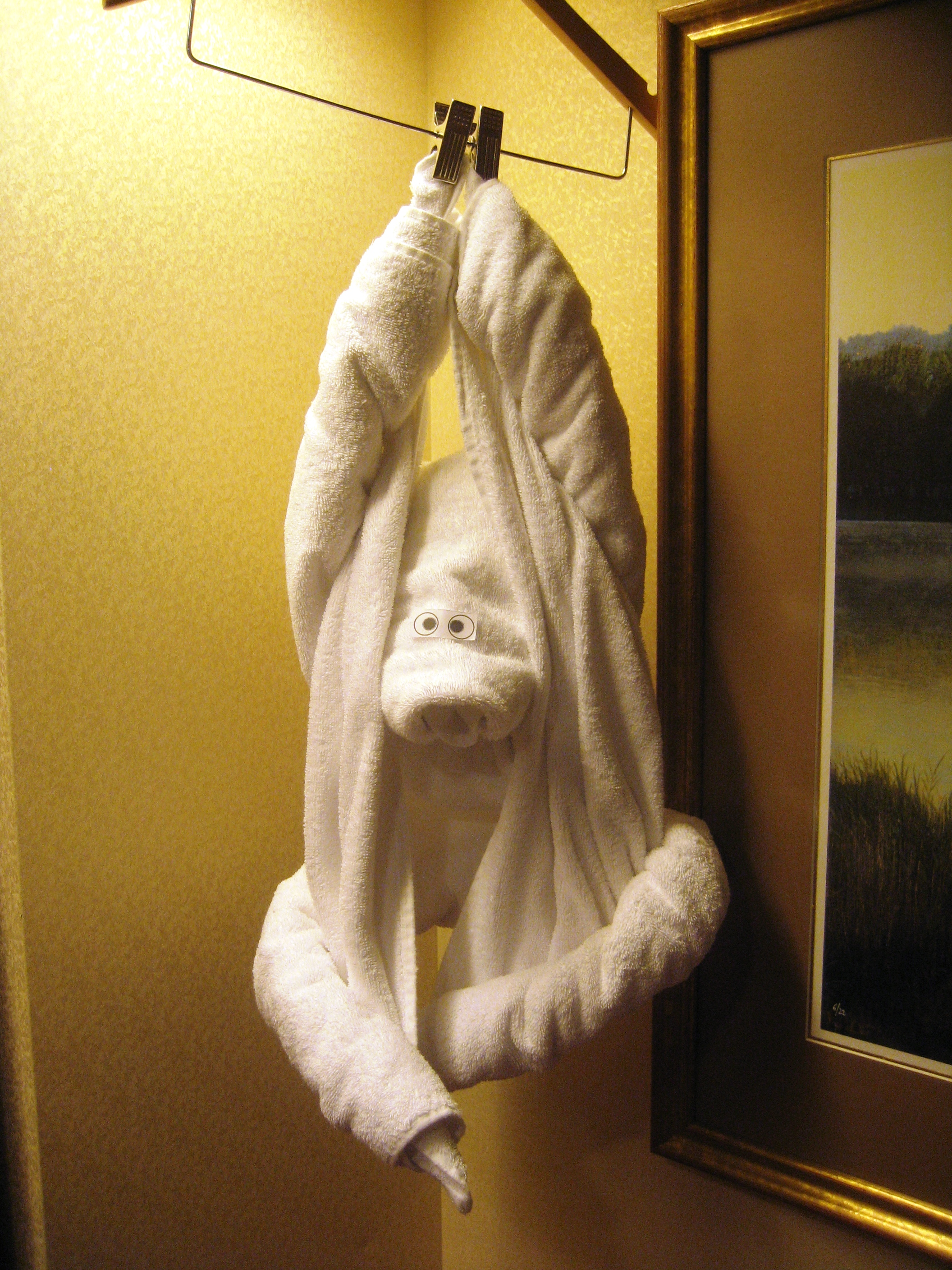
Orang-outan suspendu à un cintre dans un placard d'une cabine de la Holland America Line.

Un animal en serviette est un pliage réalisé en serviettes de toilette destiné à leur faire prendre la forme d'un animal. Cette pratique est répandue sur les navires de croisière.

## Histoire
L’origine exacte des animaux de serviette est inconnue, mais leur popularité est souvent attribuée à la Carnival Cruise Line. Cette compagnie de navires de croisière crée son premier animal de serviette en 1991 . L'origine des animaux en serviette provient peut-être des animaux de mouchoir ou du pliage de serviettes de table (en).

## Technique
L'animal est réalisé lors du passage du service de chambre et généralement placé sur le lit, parfois sur un fauteuil, ou encore suspendu à une tringle, , etc. afin que l'occupant de la chambre le découvre à son retour.
La création se compose d'une ou plusieurs serviettes de toilette ainsi que parfois d'accessoires pour parfaire la mise en scène. Ainsi, divers éléments peuvent être utilisés tels que des lunettes, des boutons ou des épingles de sûreté ; ces accessoires peuvent faire partie du mobilier de la chambre ou bien faire partie des affaires personnelles laissées à vue par l'occupant de la chambre. Il est également assez courant d'utiliser des bandes de caoutchouc pour aider à maintenir la forme de la serviette. Le Grand Luxxe utilise des fleurs, des pétales de fleurs ou des palmes de palmiers pour mettre en valeur certaines de leurs créations comme un paon. 
Les employés de la Carnival Cruise Line reçoivent plus de dix heures de formation en création d'animaux en serviettes.